# 방준원
방준원(2001년 1월 11일 ~ )은 대한민국의 가수다.

## 방송
- 청춘스타 (2022) - Top15(15위)

## 음반
- 청춘스타 Part1 (2022)
- 청춘스타 Part8 (2022)
- 지울게 (2023)